# Whorecraft
Whorecraft (später Whorelore) ist eine Reihe von Fantasy-Pornofilmen.
Der ehemalige Pornodarsteller Dez Ballard, der bis 2006 in insgesamt 78 Pornofilmen mitwirkte und sein Privatleben zum Teil mit Online-Rollenspielen verbringt (vornehmlich World of Warcraft), hatte die Idee, relativ aufwendige Pornofilme in Eigenregie zu entwickeln.
Ursprünglich war World of Warcraft die Inspiration für die Dreharbeiten. Um Unterlassungsklagen zu entgehen, wurden die Gemeinsamkeiten jedoch weniger offensichtlich gemacht. So wurde die Website zunächst von der Domain www.whoresofwarcraft.com zu www.whorecraft.net verschoben. Da dies Blizzard Entertainment anscheinend nicht ausreichte, wurde die Serie Ende 2007 umbenannt in Whorelore. Dementsprechend ist die Seite nun auf www.whorelore.com zu finden.
Die Filme spielen in Fantasywelten, ähnlich World of Warcraft. Überdurchschnittlich aufwendig sind Kostüm, Maske sowie die Kampfszenen und Dialoge produziert.
Die Kritik schrieb zu dieser Pornoreihe, dass diese zwar im Gegensatz zu anderen Pornos über eine Handlung verfüge, diese aber auch nur der Logik folge, dass Sex die Antwort auf alle Probleme sei. Von der Fantasy-Ausstattung blieben bei den Sexszenen lediglich Elfenohren übrig, ansonsten würde auf die Sexklischees der Pornoindustrie zurückgegriffen, die sich allerdings zwischen Elfen, Rittern und Drachen abspielen würden. Der Anspruch, die inhaltliche Leere von Pornos durch neue Bilder zu füllen, würde so nicht erfüllt.
Im August 2007 wurde bekannt, dass die Spielerin Mia Rose nicht mehr bei World of Warcraft mitspielen darf. Ihr Account wurde von Blizzard Entertainment gesperrt. Grund für die Sperrung ist nicht, wie fälschlicherweise oft angenommen wird, ihre Arbeit als Pornodarstellerin für Whorecraft, sondern das sogenannte Account-Sharing, das durch die AGB von Blizzard Entertainment nicht erlaubt ist. Sie hat den Account laut eigener Aussage von einem Bekannten übernommen und war nie wirklich der Besitzer des Accounts.

## Folgen
Bislang wurden folgende Episoden veröffentlicht:
Season 1:
1. Rogues do it from behind (Darsteller: Monica Mayhem und Christian)
2. Pirate Booty (Darsteller: Mia Rose, Justin Syder und Fayner Almighty)
3. The Awakening (Darsteller: Mia Rose, Ava Rose, Taylor Rain, Jessica Jaymes und Nick Manning)
4. Man Hunt (Darsteller: Shyla Stylez, Mindy Lee und Tony T.)
5. Calm before the Storm (Darsteller: Nadia Nyce, Mindy Lee, Phyllisha Anne, Lisa Marie und Cly Maxwell)
6. Change (Darsteller: August, Biannca Dagger, Brittney Skye, Lisa Marie, Monica Mayhem, Nic Manning, Swiss und Steve Saxe-Cobury)

Season 2:
1. Birth of Destruction (Darsteller: Dakoda Brookes, Biannca Dagger, Barrett Blade, Winter Sky und Monica Mayhem)
2. Demon Within (Darsteller: Winter Sky, Dakoda Brookes und Ava Rose)
3. Retribution (Darsteller: Barrett Blade, Monica Mayhem, and Winter Sky)
4. The Rage of Bonan (Darsteller: Evan Stone, Syren)